# Maria Barbara Bach
Maria Barbara Bach (Gehren, 1684. október 20. – Köthen, 1720. július 7. előtt) Johann Sebastian Bach első felesége volt.

## Élete
Maria Barbara maga is a kiterjedt Bach családból származott, Johann Michael Bach lánya, Heinrich Bach unokája volt az ún. arnstadti vonalból (Arnstädter Linie). Johann Sebastian, aki a Bach család ún. erfurti vonalából (Erfurter Linie) származott, 1707-ben Mühlhausenben jól fizető álláshoz jutott, így gondolhatott a családalapításra. 1707. október 17-én Dornheimben, különösebb ceremónia nélkül feleségül vette másod-unokatestvérét, Maria Barbarát. Esküvőjük idején már egyikük szülei sem voltak életben. 1708-ban a zeneszerző új állomáshelyére, Weimarba költözött várandós feleségével. Házasságuk tizenhárom esztendeje alatt Maria Barbara hét gyermeket szült, akik közül négy érte meg a felnőttkort, közülük Wilhelm Friedemann és Carl Philipp Emanuel jelentős zeneszerző, Johann Gottfried Bernhard orgonista lett. Hetedik gyermeke már Köthenben született, ahol férje 1717-ben Lipót anhalt–kötheni hercegtől udvari karmesteri kinevezést kapott. Ebben a városban érte Maria Barbarát a hirtelen halál 1720 nyarán, amikor férje két hónapon át a hercegi udvarral Karlsbadban tartózkodott. A pontos dátumot nem ismerjük; Johann Sebastian Bach is csak hazaérkezésekor értesült felesége elhunytáról és arról, hogy  július 7-én el is temették. A megözvegyült zeneszerző – négy kiskorú gyermekére való tekintettel – a rákövetkező év végén újranősült: Anna Magdalena Wilcke német énekesnőt vette el feleségül.

## Gyermekei
- Catharina Dorothea (Weimar, 1708. december 29. – Lipcse, 1774. január 14.)
- Wilhelm Friedemann („Friedemann”) (Weimar, 1710. november 22. – Berlin, 1784. július 1.)
- Maria Sophia (1713. február 22.–1713. március 15.)
- Johann Christoph (1713. február 22., születéskor meghalt)
- Carl Philipp Emanuel („Carl”) (Weimar, 1714. március 8. – Hamburg, 1788. december 14.)
- Johann Gottfried Bernhard (Weimar, 1715. május 11. – Jéna, 1739. május 27.)
- Leopold Augustus (Köthen, 1718. november 15. – 1719. szeptember 25.)